# Souris (Isla del Príncipe Eduardo)
Souris es un pueblo canadiense situado en la provincia de Isla del Príncipe Eduardo.

## Superficie
Souris tiene una superficie de 3,61 km².

## Demografía
En 2021, tenía 1079 habitantes, una densidad poblacional de 299 hab./km², y 533 viviendas.